# Championnat du monde féminin de hockey sur glace 2018
Navigation
Championnat du monde 2017 Championnat du monde 2019
Comme lors de la précédente année olympique, toutes les divisions du Championnat du monde de hockey sur glace féminin à l'exception de celle élite sont disputées en 2018.
Au total cinq tournois sont organisés : la Division IA à Vaujany en France (8-14 avril), la Division IB à Asiago en Italie (8-14 avril), la Division IIA à  Maribor en Slovénie (31 mars au 6 avril), la Division IIB à Valdemoro en Espagne (17-23 mars) et le groupe de qualification pour la Division IIB 2019 à Sofia en Bulgarie (4-9 décembre 2017).

## Format de la compétition
Toutes les divisions comptent 6 équipes à l'exception du groupe de Qualification pour la Division IIB qui en compte 5. À chaque niveau, les équipes s’affrontent entre elles et, à l'issue de cette compétition, le premier est promu dans la division supérieure. En raison de l'élargissement à 10 équipes du groupe élite, il n'y a aucune relégation pour la seconde année consécutive.
Les points sont attribués ainsi :
- 3 points pour une victoire dans le temps réglementaire ;
- 2 points pour une victoire en prolongation ou aux tirs de fusillade ;
- 1 point pour une défaite en prolongation ou aux tirs de fusillade ;
- 0 point pour une défaite dans le temps réglementaire.

## DivisionIA
La compétition se déroule du 8 au 14 avril 2018 à Vaujany en France.
| Clt   | Équipe        | PJ | V | VP | D | DP | BP | BC | Diff | Pts |
| ----- | ------------- | -- | - | -- | - | -- | -- | -- | ---- | --- |
| +001, | France        | 5  | 4 | 0  | 1 | 0  | 16 | 8  | +8   | 12  |
| +002, | Autriche      | 5  | 3 | 0  | 2 | 0  | 19 | 15 | +4   | 9   |
| +003, | Hongrie       | 5  | 3 | 0  | 2 | 0  | 21 | 13 | +8   | 9   |
| +004, | Danemark      | 5  | 2 | 0  | 3 | 0  | 14 | 15 | -1   | 6   |
| +005, | Norvège       | 5  | 2 | 0  | 3 | 0  | 7  | 10 | -3   | 6   |
| +006, | Slovaquie (P) | 5  | 1 | 0  | 4 | 0  | 8  | 24 | -16  | 3   |

| Pays |     |     |     |     |     |     |
|      |     | 3-2 | 2-1 | 3-2 | 1-2 | 7-1 |
|      | 2-3 |     | 6-4 | 6-5 | 3-0 | 2-3 |
|      | 1-2 | 4-6 |     | 3-0 | 5-4 | 8-1 |
|      | 2-3 | 5-6 | 0-3 |     | 1-0 | 6-3 |
|      | 2-1 | 0-3 | 4-5 | 0-1 |     | 1-0 |
|      | 1-7 | 3-2 | 1-8 | 3-6 | 0-1 |     |

Pour les significations des abréviations, voir statistiques du hockey sur glace.

Les 3 meilleures joueuses désignées par l'IIHF :
- Meilleure gardienne : Ena Nystrøm (Norvège)
- Meilleure défenseure : Gwendoline Gendarme (France)
- Meilleure attaquante : Fanni Gasparics (Hongrie)

La meilleure marqueuse : Fanni Gasparics (Hongrie)  (6 buts, 4 aides)

## DivisionIB
La compétition se déroule du 8 au 14 avril 2018 à Asiago en Italie.
| Clt   | Équipe           | PJ | V | VP | D | DP | BP | BC | Diff | Pts |
| ----- | ---------------- | -- | - | -- | - | -- | -- | -- | ---- | --- |
| +001, | Italie           | 5  | 4 | 0  | 1 | 0  | 14 | 6  | +8   | 12  |
| +002, | Corée du Sud (P) | 5  | 3 | 1  | 1 | 0  | 20 | 8  | +12  | 11  |
| +003, | Lettonie         | 5  | 3 | 0  | 2 | 0  | 7  | 12 | -5   | 9   |
| +004, | Kazakhstan       | 5  | 2 | 0  | 2 | 1  | 9  | 10 | -1   | 7   |
| +005, | Chine            | 5  | 2 | 0  | 3 | 0  | 7  | 7  | 0    | 6   |
| +006, | Pologne          | 5  | 0 | 0  | 5 | 0  | 7  | 21 | -14  | 0   |

| Pays |     |       |     |       |     |     |
|      |     | 2-3   | 5-1 | 4-1   | 1-0 | 2-1 |
|      | 3-2 |       | 5-1 | 2-1 P | 1-2 | 9-2 |
|      | 1-5 | 1-5   |     | 1-0   | 2-1 | 2-1 |
|      | 1-4 | 1-2 P | 0-1 |       | 3-0 | 4-3 |
|      | 0-1 | 2-1   | 1-2 | 0-3   |     | 4-0 |
|      | 1-2 | 2-9   | 1-2 | 3-4   | 0-4 |     |

Pour les significations des abréviations, voir statistiques du hockey sur glace.

Les 3 meilleures joueuses désignées par l'IIHF :
- Meilleure gardienne : Giulia Mazzocchi (Italie)
- Meilleure défenseure : Nadia Mattivi (Italie)
- Meilleure attaquante : Jongah Park (Corée du Sud)

La meilleure marqueuse : Eleonora Dalpra (Italie) (3 buts, 6 aides)

## DivisionIIA
La compétition se déroule du 31 mars au 6 avril 2018 à Maribor en Slovénie.
| Clt   | Équipe          | PJ | V | VP | D | DP | BP | BC | Diff | Pts |
| ----- | --------------- | -- | - | -- | - | -- | -- | -- | ---- | --- |
| +001, | Pays-Bas        | 5  | 5 | 0  | 0 | 0  | 24 | 3  | +21  | 15  |
| +002, | Grande-Bretagne | 5  | 4 | 0  | 1 | 0  | 17 | 7  | +10  | 12  |
| +003, | Corée du Nord   | 5  | 3 | 0  | 2 | 0  | 14 | 15 | -1   | 6   |
| +004, | Australie       | 5  | 2 | 0  | 3 | 0  | 10 | 17 | -7   | 6   |
| +005, | Slovénie        | 5  | 1 | 0  | 4 | 0  | 14 | 15 | -1   | 3   |
| +006, | Mexique (P)     | 5  | 0 | 0  | 5 | 0  | 3  | 25 | -22  | 0   |

| Pays |     |     |     |     |     |     |
|      |     | 4-0 | 5-2 | 6-0 | 2-1 | 7-0 |
|      | 0-4 |     | 3-1 | 5-1 | 4-1 | 5-0 |
|      | 2-5 | 1-3 |     | 3-1 | 5-4 | 3-2 |
|      | 0-6 | 1-5 | 1-3 |     | 4-2 | 4-1 |
|      | 1-2 | 1-4 | 4-5 | 2-4 |     | 6-0 |
|      | 0-7 | 0-5 | 2-3 | 1-4 | 0-6 |     |

Pour les significations des abréviations, voir statistiques du hockey sur glace.

Les 3 meilleures joueuses désignées par l'IIHF :
- Meilleure gardienne : Pia Dukaric (Slovénie)
- Meilleure défenseure : Kayleigh Hamers (Pays-Bas)
- Meilleure attaquante : Pia Pren (Slovénie)

La meilleure marqueuse : Julie Zwarthoed (Pays-Bas) (5 buts, 6 aides)

## DivisionIIB
La compétition se déroule du 17 au 23 mars 2018 à Valdemoro en Espagne.
| Clt   | Équipe             | PJ | V | VP | D | DP | BP | BC | Diff | Pts |
| ----- | ------------------ | -- | - | -- | - | -- | -- | -- | ---- | --- |
| +001, | Espagne            | 5  | 5 | 0  | 0 | 0  | 29 | 5  | +24  | 15  |
| +002, | Taipei chinois (P) | 5  | 4 | 0  | 1 | 0  | 25 | 16 | +9   | 12  |
| +003, | Islande            | 5  | 2 | 1  | 2 | 0  | 25 | 12 | +13  | 12  |
| +004, | Nouvelle-Zélande   | 5  | 2 | 0  | 2 | 1  | 24 | 21 | +3   | 7   |
| +005, | Turquie            | 5  | 1 | 0  | 4 | 0  | 17 | 31 | -14  | 3   |
| +006, | Roumanie           | 5  | 0 | 0  | 5 | 0  | 12 | 47 | -35  | 0   |

| Pays |      |     |      |      |      |      |
|      |      | 6-1 | 2-1  | 5-2  | 4-1  | 12-0 |
|      | 1-6  |     | 4-2  | 5-2  | 6-2  | 9-4  |
|      | 1-2  | 2-4 |      | 4-3T | 6-2  | 12-1 |
|      | 2-5  | 2-5 | 3-4T |      | 11-4 | 6-3  |
|      | 1-4  | 2-6 | 2-6  | 4-11 |      | 8-4  |
|      | 0-12 | 4-9 | 1-12 | 3-6  | 4-8  |      |

Pour les significations des abréviations, voir statistiques du hockey sur glace.

Les 3 meilleures joueuses désignées par l'IIHF :
- Meilleure gardienne : Alba Gonzalo (Espagne)
- Meilleure défenseure : Elena Álvarez (Espagne)
- Meilleure attaquante : Silvia Björgvinsdóttir (Islande)

La meilleure marqueuse : Caitlin Heale (Nouvelle-Zélande) (7 buts, 8 aides)

## Qualification pour la DivisionIIB
La compétition se déroule du 4 au 9 décembre 2017 à Sofia en Bulgarie.
| Clt   | Équipe         | PJ | V | VP | D | DP | BP | BC | Diff | Pts |
| ----- | -------------- | -- | - | -- | - | -- | -- | -- | ---- | --- |
| +001, | Croatie        | 4  | 4 | 0  | 0 | 0  | 27 | 2  | +25  | 12  |
| +002, | Belgique       | 4  | 3 | 0  | 1 | 0  | 26 | 2  | +24  | 9   |
| +003, | Afrique du Sud | 4  | 2 | 0  | 2 | 0  | 12 | 8  | +4   | 6   |
| +004, | Hong Kong      | 4  | 1 | 0  | 3 | 0  | 4  | 33 | -29  | 3   |
| +005, | Bulgarie       | 4  | 0 | 0  | 4 | 0  | 3  | 27 | -24  | 0   |

| Pays |      |      |     |      |      |
|      |      | 1-0  | 4-0 | 10-0 | 12-2 |
|      | 0-1  |      | 3-0 | 14-1 | 9-0  |
|      | 0-4  | 0-3  |     | 8-0  | 4-0  |
|      | 0-10 | 1-14 | 0-8 |      | 2-1  |
|      | 2-12 | 0-9  | 0-4 | 1-2  |      |

Pour les significations des abréviations, voir statistiques du hockey sur glace.
Meilleures joueuses :

Pour cette division, l'IIHF ne désigne pas les 3 meilleures joueuses pour chaque position comme dans les autres divisions. Les entraineurs de chaque équipe sélectionnent tout de même la meilleure joueuse de chaque équipe  :
- Belgique : Femke Bosmans
- Croatie : Ela Filipec
- Bulgarie : Aleksandra Popova
- Hong Kong : Tsui Shan Aman Leung
- Afrique du Sud : Dalene Rhode

La meilleure marqueuse : Ela Filipec (Croatie) (6 buts, 10 aides)